# Nannosquillidae
Nannosquillidae is een familie van kreeftachtigen uit de klasse van de Malacostraca (Hogere kreeftachtigen).

## Geslachten
- Acanthosquilla Manning, 1963
- Alachosquilla Schotte & Manning, 1993
- Austrosquilla Manning, 1966
- Bigelowina Schotte & Manning, 1993
- Coronis Desmarest, 1823
- Hadrosquilla Manning, 1966
- Keppelius Manning, 1978
- Mexisquilla Manning & Camp, 1981
- Nannosquilla Manning, 1963
- Nannosquilloides Manning, 1977
- Platysquilla Manning, 1967
- Platysquilloides Manning & Camp, 1981
- Pullosquilla Manning, 1978